# John Newman (zanger)
John Newman (Settle, North Yorkshire, Engeland, 16 juni 1990) is een Britse zanger, dj en producer. Hij had hits met nummer als Feel the Love (2012), Love Me Again (2013) en Blame (2014). Zijn broer James is ook zanger.

## Carrière
In mei 2012 brak John Newman door als de featuring artist op het nummer Feel the Love van Rudimental. Dit nummer bereikte de tweede plek in de Nederlandse Top 40 en de eerste plek in de Britse hitlijst. Het hierop volgende nummer Not Giving In, eveneens een samenwerking met Rudimental (en Alex Clare), scoorde minder goed.
In juni 2013 bracht Newman zijn eerste solosingle uit, Love Me Again. Hiermee behaalde hij opnieuw een internationaal succes en tevens opnieuw een nummer 1-hit in het Verenigd Koninkrijk. Dit nummer werd nog populairder doordat het werd opgenomen in de soundtrack van het videospel FIFA 14. Zijn in oktober 2013 verschenen debuutalbum Tribute verkocht ook goed, vooral in zijn thuisland.
In 2014 werkte Newman samen met de Schotse dj Calvin Harris, met wie hij de single Blame opnam. Dit nummer werd een wereldwijde hit en bereikte onder meer de nummer 1-positie in de Nederlandse Top 40, het Verenigd Koninkrijk, Mexico, Hongarije en Zweden.
Het tweede studioalbum van Newman, Revolve, verscheen op 15 oktober 2015. Op 1 juni van dat jaar werd de eerste single van dat album gelost, Come and Get It. Hierna heeft Newman tot op het heden geen albums meer uitgebracht. Wel kwam hij in 2019 met de EP A.N.I.M.A.L. Ook bracht hij enkele singles op de markt, waaronder Olé (2016), Fire in Me (2018) en Feelings (2019). Daarnaast verzorgde hij in 2016 de vocals op Give Me Your Love van Sigala, en in 2017 op Never Let You Go van Kygo.
In mei 2020 werkte Newman samen met het Britse dj-duo Sigma, waaruit het nummer High on You voortkwam.

## Discografie

### Albums
| Album met eventuele hitnotering(en) in de Nederlandse Album Top 100 | Datum van verschijnen | Datum van binnenkomst | Hoogste positie | Aantal weken | Opmerkingen |
| ------------------------------------------------------------------- | --------------------- | --------------------- | --------------- | ------------ | ----------- |
| Tribute                                                             | 11-10-2013            | 19-10-2013            | 51              | 7            |             |
| Revolve                                                             | 16-10-2015            | 24-10-2015            | 37              | 1            |             |

| Album met hitnotering(en) in de Vlaamse Ultratop 200 albums | Datum van verschijnen | Datum van binnenkomst | Hoogste positie | Aantal weken | Opmerkingen |
| ----------------------------------------------------------- | --------------------- | --------------------- | --------------- | ------------ | ----------- |
| Tribute                                                     | 11-10-2013            | 19-10-2013            | 33              | 26           |             |
| Revolve                                                     | 16-10-2015            | 24-10-2015            | 61              | 4            |             |

### Singles
| Single met eventuele hitnotering(en) in de Nederlandse Top 40 | Datum van verschijnen | Datum van binnenkomst | Hoogste positie | Aantal weken | Opmerkingen                                                  |
| ------------------------------------------------------------- | --------------------- | --------------------- | --------------- | ------------ | ------------------------------------------------------------ |
| Feel the Love                                                 | 21-05-2012            | 09-06-2012            | 2               | 20           | met Rudimental / Nr. 2 in de Single Top 100 / Alarmschijf    |
| Not Giving In                                                 | 22-10-2012            | 03-11-2012            | tip8            | -            | met Rudimental & Alex Clare / Nr. 71 in de Single Top 100    |
| Love Me Again                                                 | 17-05-2013            | 08-06-2013            | 14              | 14           | Nr. 19 in de Single Top 100 / Alarmschijf                    |
| Losing Sleep                                                  | 15-12-2013            | 18-01-2014            | tip9            | -            |                                                              |
| Blame                                                         | 2014                  | 20-09-2014            | 1(2wk)          | 24           | met Calvin Harris / Nr. 3 in de Single Top 100 / Alarmschijf |
| Come and Get It                                               | 2015                  | 04-07-2015            | 28              | 4            | Nr. 69 in de Single Top 100 / Alarmschijf                    |
| Give Me Your Love                                             | 2016                  | 23-04-2016            | tip6            | -            | met Sigala & Nile Rodgers                                    |
| Never Let You Go                                              | 2017                  | 30-12-2017            | tip1            | -            | met Kygo                                                     |
| If you really love me (How will I know)                       | 2021                  | 03-07-2021            | tip30*          |              | met David Guetta & Mistajam                                  |

| Single met hitnotering(en) in de Vlaamse Ultratop 50 | Datum van verschijnen | Datum van binnenkomst | Hoogste positie | Aantal weken | Opmerkingen                 |
| ---------------------------------------------------- | --------------------- | --------------------- | --------------- | ------------ | --------------------------- |
| Feel the Love                                        | 21-05-2012            | 23-06-2012            | 2               | 18           | met Rudimental              |
| Not Giving In                                        | 22-10-2012            | 27-10-2012            | tip4            | -            | met Rudimental & Alex Clare |
| Love Me Again                                        | 17-05-2013            | 22-06-2013            | 6               | 20           |                             |
| Cheating                                             | 16-09-2013            | 21-09-2013            | tip4            | -            |                             |
| Losing Sleep                                         | 02-12-2013            | 14-12-2013            | tip15           | -            |                             |
| Out of My Head                                       | 2014                  | 07-06-2014            | tip77           | -            |                             |
| Blame                                                | 2014                  | 20-09-2014            | 7               | 17           | met Calvin Harris           |
| Come and Get It                                      | 2015                  | 13-06-2015            | tip3            | -            |                             |
| Tiring Game                                          | 2015                  | 26-09-2015            | tip15           | -            | met Charlie Wilson          |
| Give Me Your Love                                    | 2016                  | 23-04-2016            | tip1            | -            | met Sigala & Nile Rodgers   |
| Olé                                                  | 2016                  | 30-07-2016            | tip30           | -            |                             |
| Fire in Me                                           | 2018                  | 17-03-2018            | tip             | -            |                             |
| Feelings                                             | 2019                  | 16-03-2019            | tip             | -            |                             |
| High on You                                          | 2020                  | 27-06-2020            | tip             | -            | met Sigma                   |

### NPO Radio 2 Top 2000
| Nummer met noteringen in de NPO Radio 2 Top 2000 | '14  | '15  |
| ------------------------------------------------ | ---- | ---- |
| Love Me Again                                    | 1605 | 1616 |

1. ↑  Een vetgedrukt getal geeft de hoogste notering aan.
2. ↑  2014 was het eerste jaar met een notering voor dit nummer.
3. ↑  Deze tabel is bijgewerkt tot en met de laatste editie (2024).

- Bibliothèque nationale de France: cb167290850 (data)
- Gemeinsame Normdatei: 1042980551
- International Standard Name Identifier: 0000 0004 2665 3819
- Library of Congress Control Number: no2014088450
- MusicBrainz: 589ef702-7f3a-4a1c-8f2c-4727005cfc0e
- Nationale Bibliotheek van Tsjechië: osa2014835724
- Virtual International Authority File: 305407213
- WorldCat: E39PBJdx3vF9vg3XC98YKyCWjC